# Solidar Suisse
 (octobre 2024).
 (octobre 2024).
Solidar Suisse est organisation non gouvernementale (ONG) suisse, dont le siège se trouve à Zurich. Elle compte également une antenne romande basée à Lausanne et une association à Genève, Solidar Suisse Genève. L’organisation lutte pour un monde équitable et contre les inégalités extrêmes. Elle s’engage pour des conditions de travail décentes, la participation démocratique et la justice sociale. Solidar Suisse s’est détachée de l’Œuvre suisse d’entraide ouvrière (OSEO) en 2005, devenant une organisation indépendante dédiée à l’aide internationale. En 2011, elle a été renommée Solidar Suisse.
Solidar Suisse bénéficie des fonds de la Direction du développement et de la coopération (DDC), de la Chaîne du Bonheur, des fédérations de coopération des cantons de Vaud (FEDEVACO) et Genève (FGC), ainsi que de nombreuses communes, institutions et fondations. Solidar Suisse dispose du label de qualité ZEWO.
L’organisation est également membre de SOLIDAR, un réseau d’organisations de la société civile (OSC), qui s’engage en faveur de la justice sociale avec plus de 50 autres organisations membres dans 24 pays en Europe (19) et dans le monde. 

## Histoire

### Actions internationales en tant qu’OSEO
L’Union syndicale suisse et le Parti socialiste suisse fondèrent l’Œuvre suisse d’entraide ouvrière (OSEO) en 1936. L’objectif était d’atténuer les conséquences de la crise économique mondiale et de soutenir les familles de travailleurs et de travailleuses en situation de précarité dans le pays et à l’étranger, notamment à travers le financement de camps de vacances. Très vite, l’association s’engage en Espagne pour aider les enfants victimes de la guerre civile espagnole. Durant la Seconde Guerre mondiale, elle distribue des colis alimentaires dans des camps de réfugié·e·s en Europe, et prend en charge plus de 2000 personnes réfugiées sur le territoire helvétique. Dans l’immédiat après-guerre, l’OSEO dispense entre autres de l’aide d’urgence, du soutien social et ouvre des foyers pour les enfants.
En 1949, l’OSEO fut l’une des premières œuvres d’entraide suisse à s’engager dans l’aide internationale au développement, notamment en Grèce, Palestine et Israël ainsi qu’en Yougoslavie et, après la guerre d’Algérie, en Algérie et en Tunisie. En 1951, l’OSEO était membre fondatrice de l’Œuvre internationale d’entraide ouvrière, devenue solidar en 1995.
L’OSEO a soutenu les personnes réfugiées politiques du soulèvement populaire hongrois, du printemps de Prague, de la guerre du Biafra et de la dictature militaire grecque. À partir des années 1970, l’OSEO s’est engagée dans le mouvement de solidarité pour l’Amérique centrale, entre autres au Nicaragua. Dans les années 1980 et 1990, l’OSEO a également été active dans un grand nombre de pays. Elle a par exemple fourni un soutien aux personnes persécutées par le régime de Pinochet au Chili et s’est engagée en Bosnie et au Kosovo pendant les guerres de Yougoslavie (1991-2001), tout en maintenant ses activités en faveur de la population en Suisse. 

### Activités en tant qu'organisation indépendante
En 2005, lors d’une importante réorganisation, le travail national et le travail international sont divisés en deux organisations juridiquement indépendantes. L’organisation poursuit ses activités de coopération au développement et humanitaires, sous le nom d’Œuvre suisse d’entraide ouvrière, en soutenant par exemple les victimes des inondations dévastatrices au Pakistan en 2010.
À l’occasion du 75e anniversaire de l’OSEO, en 2011, l’organisation dédiée à l’aide internationale est rebaptisée Solidar Suisse, nom inspiré du réseau international SOLIDAR. Solidar Suisse poursuit notamment ses activités dans le cadre de l’action humanitaire après le typhon Haiyan aux Philippines en 2013, le tremblement de terre au Népal en 2015, en faveur des Rohingya réfugié·e·s au Bangladesh en 2017, après le tremblement de terre sur l’île de Sulawesi en 2018, à la suite de l’invasion russe en Ukraine en 2022, après les inondations au Pakistan en 2022 et à la suite des séismes en Turquie et Syrie en 2023.  
Une dizaine d’antennes régionales de l’OSEO continuent cependant à développer de manière indépendante des activités autour de la réinsertion professionnelle, la formation ou encore l’intégration de personnes migrantes.

## Domaines d'engagement
Solidar Suisse se considère comme une œuvre d’entraide politiquement à gauche : ses fondateurs sont le Parti socialiste suisse et l’Union syndicale suisse. L’organisation met en œuvre nombre de ses programmes sur mandat de la Direction du développement et de la coopération du gouvernement suisse (DDC). Solidar Suisse est également l’une des organisations partenaires de la Chaîne du Bonheur, organisation membre de la Fédération genevoise de coopération et de la Fédération vaudoise de coopération (FEDEVACO) et membre du réseau européen SOLIDAR, qui compte plus de 50 œuvres d’entraide d’obédience sociale-démocrate et syndicale. En outre, Solidar Suisse est membre de l’Alliance climatique suisse, d’Alliance Sud et de la Coalition pour des multinationales responsables. L’organisation est certifiée ZEWO. 
Globalement, Solidar Suisse lutte contre les inégalités extrêmes dans le monde entier. Ces axes de travail sont les suivants : 

### Travail décent
Solidar s’engage pour des conditions de travail respectueuses des droits humains. Aux côtés de syndicats régionaux et d’organisations locales, l’organisation lutte pour des salaires et des conditions de travail dignes. Au travers de conseils juridiques, de moyens de communication et du renforcement des associations syndicales, Solidar œuvre pour que les travailleuses et les travailleurs acquièrent une connaissance plus étendue de leurs droits. 

### Démocratie et la participation politique
Selon l’organisation, l’inclusion ne peut avoir lieu sans démocratie. Solidar Suisse encourage la participation citoyenne effective et inclusive à travers des formations, des programmes d’information ou encore des projets socio-cultures par des organisations locales, le renforcement des organisations de la société civile légitimées démocratiquement. Des projets spécifiques pour les jeunes, les femmes et les minorités sont également mis en œuvre. 

### Justice sociale
Solidar Suisse s’engage pour un monde sans discrimination, où l’égalité des chances prévaut pour tous ses membres indépendamment de leur origine, sexe, ou statut socio-économique. Un monde où un accès équitable aux ressources et aux opportunités serait garanti. Dans ce cadre, Solidar Suisse s’engage à renforcer les droits des femmes et à lutter contre les violences envers les femmes dans plusieurs pays d’Amérique latine. L’organisation se mobilise également contre l’esclavage moderne et pour la justice climatique soutenant la mise en œuvre de nouvelles techniques agricoles par les populations particulièrement affectées par le changement climatique. 

### Aide humanitaire
Avec son programme d’aide humanitaire, l’organisation vise une amélioration immédiate et durable des conditions de vie des personnes affectées par des catastrophes naturelles, des crises ou des guerres. Solidar met en place, en partenariat avec des organisations basées localement, des programmes de distribution de matériel de base ou d’espèces, de soutien psychosocial pour surmonter les traumatismes ou de reconstruction. 

### Campagnes nationales de sensibilisation
Pour vaincre la pauvreté et lutter contre les inégalités, Solidar Suisse estime qu’un changement de comportement est nécessaire, aussi dans les riches pays du Nord. Par son travail de campagne, Solidar attire l’attention en Suisse sur la manière dont le comportement de consommation occidental se répercute sur les personnes vivant dans les pays du Sud. Depuis 2008, Solidar Suisse mène des campagnes de sensibilisation nationales telles que « Achats publics responsables », « Pour une FIFA et des Coupes du monde socialement responsables », « Fair Toys » sur les jouets provenant d’Asie, ou des campagnes contre le Black Friday (2021 et 2023). Elle mène également régulièrement (2011, 2013, 2016, 2019 et 2023) une évaluation des politiques communales en matière de coopération au développement et d’achats durables (Rating des communes). 

## Présidents de Solidar Suisse depuis le statut d'organisation indépendante
Le premier président de l’organisation indépendante Solidar Suisse était l’ancien président de l’OSEO.
| Année        | Présidents (organisation responsable/fonctions     |
| ------------ | -------------------------------------------------- |
| 2005-2008    | Ruedi Winkler (président de l’OSEO de 2003 à 2005) |
| 2008-2018    | Hans-Jürg Fehr, conseiller national PS             |
| 2018-Présent | Carlo Sommaruga, conseiller aux États PS           |

En 2014, l’association Solidar Suisse Genève a vu le jour. Le président actuel est Valery Bragar. 

## Collaborateurs
Le siège de Solidar Suisse se trouve à Zurich et son antenne romande à Lausanne. Dans chaque pays où elle est active, il existe un bureau de coordination géré par des professionnels locaux·les de l’action humanitaire et de la coopération au développement. En Suisse, l’ONG emploie plus de 45 personnes, à l’étranger environ 135 collaborateurs, la majorité composée de personnel local.

## Publications
Solidar Suisse publie quatre fois par année le magazine Solidarité qui rend compte de ses projets internationaux et traite plus globalement de thématiques en lien avec la coopération Nord-Sud.
L’ONG publie également chaque année un rapport annuel et un rapport financier disponibles sur le site officiel. 

## Filmographie
- « Selon l'ONG Solidar Suisse, les distributeurs helvétiques ferment les yeux sur les mauvaises conditions de travail dans les usines de fabrication en Chine », présentation du rapport de Solidar Suisse sur les conditions de travail déplorables dans les usines de fabrication de produits électroniques en Asie ainsi que la responsabilité des détaillants en Suisse, 2 min 03 s, 19h30 RTS, www.rts.ch, Radio Télévision Suisse (RTS), 10.11.2023.
- « Solidar Suisse Cambodge soutient les organisations d’aide aux femmes », Le foyer d’hébergement de « Cambodian Women’s Crisis Center » permet de lutter contre la violence faite aux femmes. Chihun, 12 ans, est une enfant de la rue. Elle y a trouvé refuge, avec le soutien de Solidar Suisse. 3 min 45 s., Émission « Ensemble », sur www.rts.ch, Radio Télévision Suisse RTS, 1er mai 2005
- « Solidar Suisse soutient les ouvriers agricoles boliviens dans leur lutte », En Bolivie, les ouvriers agricoles sont parfois exploités. Certains soulèvent quotidiennement sur leur dos des tonnes de cannes à sucre, pour un salaire de misère. Au sud du pays, Solidar Suisse les défend pour qu’ils puissent obtenir des conditions de travail justes et humaines. 3 min, Émission « Ensemble », sur www.rts.ch, Radio Télévision Suisse RTS, 1er mai 2005.